# Stupnik
Stupnik est une municipalité située dans le comitat de Zagreb, en Croatie. Au recensement de 2001, la municipalité comptait 3 251 habitants, dont 94,52 % de Croates.
Le siège de la municipalité est le village de Gornji Stupnik.

## Localités
La municipalité de Stupnik compte 3 localités :
- Gornji Stupnik
- Donji Stupnik
- Stupnički Obrež